# Isobaar (kernfysica)
In de kernfysica zijn isobaren nucliden met een gelijk aantal kerndeeltjes. Met andere woorden: de som van het aantal protonen en neutronen (het massagetal A) is gelijk. Voorbeelden van isobaren zijn tritium (3H) en helium-3 (3He), omdat hun kernen elk 3 deeltjes bevatten. Een andere reeks isobare nucliden is zwavel-40, chloor-40, argon-40, kalium-40 en calcium-40.
De term is afgeleid uit het Oudgrieks: ἶσος (isos) betekent gelijk en βάρος (baros) betekent gewicht.